# Люсія Кімані
Люсія Кімані Мвахікі-Марчетич (босн. Lucia Kimani Mwahiki-Marčetić) — боснійська легкоатлетка кенійського походження. Бігунка на довгі дистанції, марафонка. Учасниця літніх Олімпійських ігор 2008 року в Пекіні, 2012 року в Лондоні та 2016 року в Ріо-де-Жанейро. Володарка чотирьох легкоатлетичних рекордів Боснії і Герцеговини. Спортсменка року Боснії і Герцеговини 2008 року.

## Біографія
Народилася 21 червня 1981 року у місті Каджіадо на півдні Кенії. 
У 2004 році одружилася з боснійським сербом Синішею Марчетичем, з яким познайомилась на марафонських змаганнях в Зальцбурзі, Австрія. Наступного року вони поселилися у місті Баня-Лука в Боснії та Герцеговині. 
У 2006 році отримала боснійське громадянство.

## Участь в Олімпійських іграх

### Пекін 2008
| Атлетка      | Змагання | Фінал      | Фінал |
| Атлетка      | Змагання | Результат  | Місце |
| ------------ | -------- | ---------- | ----- |
| Люсія Кімані | марафон  | 2:35:47 NR | 42    |

### Лондон 2012
На літніх Олімпійських іграх 2012 року у Лондоні Люсія Кімані взяла участь у марафонських змаганнях, але не фінішувала через травму спини.
| Атлетка      | Змагання | Фінал         | Фінал         |
| Атлетка      | Змагання | Результат     | Місце         |
| ------------ | -------- | ------------- | ------------- |
| Люсія Кімані | марафон  | Не фінішувала | Не фінішувала |

### Ріо-де-Жанейро 2016
| Атлетка      | Змагання | Фінал     | Фінал |
| Атлетка      | Змагання | Результат | Місце |
| ------------ | -------- | --------- | ----- |
| Люсія Кімані | марафон  | 2:58:22   | 116   |

## Інші змагання
Люсія Кімані стала першою на марафоні у Скоп'є (Македонія) 2010 року та на марафоні Краковія (Польща) 2012 року.